# Абу Дауд (терорист)
Вижте пояснителната страница за други личности с името Абу Дауд.
Мухаммад Дауд Уде (на арабски: محمد عودة), по-известен като Абу Дауд (на арабски: أبو داود) е палестински терорист от Организацията за освобождение на Палестина (ООП).

## Биография
Той е роден през 1937 година в Силуан, днес част от Йерусалим. След завземането на Източен Йерусалим от Израел заминава за Йордания и се присъединява към ООП. През 1970 година се включва активно в дейността на фракцията Фатах, а през 1971 година оглавява групата Черният септември, която година по-късно организира Мюнхенското клане, нападение срещу израелски спортисти по време на Олимпиадата в Мюнхен през 1972 г.
След атентата в Мюнхен Абу Дауд се укрива в Източна Европа и няколко арабски държави. След Договорите от Осло от 1993 година се установява в Рамала в Палестина, но малко по-късно палестинските власти му забраняват да пребивава в страната. До края на живота си остава в Сирия.
Абу Дауд умира от бъбречна недостатъчност на 3 юли 2010 година в Дамаск.